# Vitamina B
La vitamina B és una biomolècula orgànica, que és, en realitat, un grup de vuit vitamines relacionades amb el metabolisme. Tenen el mateix nom perquè en un principi es creia que eren una única vitamina, però més endavant es va descobrir que n'hi havia diverses, amb funcions semblants.
Són hidrosolubles, de manera que es poden perdre en el procés de cocció dels aliments en aigua, i si es prenen en excés l'organisme les elimina per l'orina (fins a un límit).

## Complex vitamínic B
- Vitamina B1: tiamina
- Vitamina B2: vitamina G (riboflavina)
- Vitamina B3: vitamina P o vitamina PP (niacina)
- Vitamina B5: àcid pantotènic
- Vitamina B6: piridoxina o piridoxamina
- Vitamina B8: vitamina H o vitamina Bw (biotina)
- Vitamina B9: vitamina M o vitamina Bc (àcid fòlic)
- Vitamina B₁₂: cianocobalamina

Existeixen unes altres substàncies que, anys enrere, van ser considerades vitamines del complex vitamínic B. La majoria són vitamines amb relació a algunes plantes o animals. Encara que no siguin essencials per als humans (en el sentit de ser considerades vitamines), són necessàries per a mantenir altres aspectes de la salut humana:
- Vitamina B4: adenina
- Vitamina B7: popularment anomenada vitamina I
- Vitamina B10: vitamina R (àcid teroilmonoglutèmic barrejat amb altres vitamines B)
- Vitamina B11: vitamina S
- Vitamina B13: àcid pirimidinocarboxílic
- Vitamina B14: una barreja de les vitamines B10 i B11
- Vitamina B15: àcid pangàmic
- Vitamina B16
- Vitamina B17: amigdalina
- Vitamina B22: se sap que és un dels components de l'àloe vera
- Vitamina Bh: inositol
- Vitamina Bt: L-carnitina
- Vitamina Bx: també anomenada PABA

## Aliments que contenen vitamines del complex B
Aquestes vitamines es troben a molts aliments, però es perden fàcilment quan se'ls cou i a causa del consum d'alcohol. Excepte 
La B12 i la B9 (àcid fòlic) s'emmagatzemen al fetge. El cos no en pot emmagatzemar cap altra.
Aquests són alguns dels aliments que més en contenen:
- B1 (tiamina): grans de cereals, llavors (especialment les de sèsam), llegums, germen de blat, síndria, llevat i porc.
- B2 (riboflavina): llet, iogurt, mató, pa integral, cereals, clara d'ou, vegetals verds, carn, fetge i ronyó.
- B3 (niacina): carns magres, llet, ous, pa integral, cereals, nous, vegetals verds i tots els menjars que continguin proteïnes.
- B5 àcid pantotènic: fetge, ronyó, ous, carn, llevat, cacauets i llegums.
- B6 (piridoxina): grans de cereals, llegums vegetals verds, peix, crustacis, carn, aviram, nous, fetge, fruita.
- B8 (biotina): coliflor, rovell d'ou, cacauets, fetge, pollastre, llevat i bolets.
- B9 (àcid fòlic): vegetals verds, llegums, llavors, fetge, aviram, ous, cereals i cítrics.
- B12 (cianocobalamina): fetge, carn, llet, formatge i ous (gairebé tots els aliments d'origen animal).

## Dèficit de vitamina B
Alguns dels símptomes i malalties causades per la manca de vitamines B al cos:
- B1 (tiamina): el dèficit causa el beriberi. Els símptomes d'aquesta malaltia del sistema nerviós inclouen la pèrdua de pes, problemes emocionals, encefalopatia de Wernicke, dolor i manca de força a les extremitats, batec irregular del cor i edema. La deficiència crònica pot causar també la síndrome de Korsakoff, una psicosi irreversible caracteritzada per l'amnèsia i la confabulació.
- B2 (riboflavina): el dèficit causa ariboflavinosi. Els símptomes inclouen fissures als llavis, alta sensibilitat a la llum solar, inflamació de la llengua, dermatitis seborreica, faringitis.
- B3 (niacina): el dèficit -afegit a la manca de triptòfan- causa la pel·lagra. Els símptomes inclouen agressivitat, dermatitis, insomni, debilitat, confusió i diarrea.
- B5 (àcid pantotènic): el dèficit pot causar acne i parestèsia, encara que no és gaire comú.
- B6 (piridoxina): el dèficit pot causar anèmia, depressió clínica, dermatitis i hipertensió arterial.
- B8 (biotina): el dèficit no causa cap símptoma en els adults, però pot causar problemes en el creixement i trastorns neurològics als infants.
- B9 (àcid fòlic): el dèficit causa nivells elevats d'homocisteïna. En les dones embarassades pot causar defectes en el fetus.
- B12 (cianocobalamina): el dèficit causa anèmia, pèrdua de memòria i altres problemes cognitius. És més probable que s'esdevingui en gent gran, atès que els budells n'absorbeixen cada vegada més poca amb l'edat.